# Кроче дел Фјоре (Терамо)
Кроче дел Фјоре (итал. Croce del Fiore) је насеље у Италији у округу Терамо, региону Абруцо.
Према процени из 2011. у насељу је живело 28 становника. Насеље се налази на надморској висини од 266 м.